# Эмир-бек Мосуллу
Эмир-бек Мосуллу (азерб. Əmir bəy Mosullu; ум. июль 1524, Тебриз, Тебризское бейлербейство, Сефевидская империя) — военный и политический деятель Сефевидской империи, эмир, лала Тахмасиба I и бейлербей Хорасана.

## Биография
Эмир-бек происходил из туркоманского племени мосуллу. Его отец и дед занимали высокие должности в государстве Ак-Коюнлу. Он владел Диярбекиром после смерти Альвенд Мирзы в 1505 году. Впоследствии дочь правителя бейлика Дулкадир Алауддовла Зулькадара захватила крепость Диярбекир у Эмир-бека Мосуллу. В 1507 году после того, как шах Исмаил I, родственником жены которого он был, взял Эльбистан, Эмир-бек принёс ключи от Диярбекира и драгоценности шаху и перешёл на службу к Сефевидам, вместе со многими соплеменниками, и быстро начал подниматься по карьерной лестнице. Сперва он стал мохрдаром (хранителем печати) в центральной администрации. В 1510 году Эмир-беку было поручено командование войском, завоевавшим у узбеков Хорасан, а в 1513 году он был послан на отвоевание у узбеков Балха; и наконец, в 1516 году он был назначен опекуном первенца шаха Исмаила I Тахмасиба и губернатором Хорасана. Поскольку принцу было всего два года, то Эмир-бек теперь всецело распоряжался и сефевидским наследником престола, и одной из ключевых провинций государства. Однако впоследствии Эмир-бек Мосуллу стал преследовать собственные цели. Согласно летописцу-современнику из Герата, Гиясаддину Хондемиру, произошло следующее: по подстрекательству своих подчинённых Эмир-бек начал обременять налогами население и отказался явиться ко двору. Что ещё более важно, он начал соперничать за власть с Гиясаддином Мухаммедом, членом знатного персидского гератского семейства сеидов, который был назначен на высший пост в управлении и фискальных делах Хорасана, в качестве противовеса власти Эмир-бека Мосуллу. После ряда публичных актов пренебрежения властью Гиясаддина Мухаммеда, Эмир-бек арестовал и казнил его в 1521 году по обвинению в предательстве. Этот поступок привёл к утрате им шахского расположения. Исмаил снял Эмир-бека с должности и приказал ему явиться ко двору вместе со своим подопечным Тахмасибом. Однако по пути Эмир-бек серьёзно заболел. Исмаил наказал его подчинённых, однако сам эмир скончался, будучи ненаказанным при дворе, в июле 1522 года. После его смерти его подчинённые были прощены.